# كير هاردي
جيمس كير هاردي (بالإنجليزية: Keir Hardie)‏ (وُلد في الخامس عشر من شهر أغسطس عام 1856 – توفي في السادس والعشرين من شهر سبتمبر عام 1915) هو سياسي ونقابي في اتحاد العمال. كان هاردي العضو المؤسس لحزب العمال، وترأس زعامة الحزب منذ تأسيسه من عام 1906 وحتى 1908.
وُلد هاردي في نيوهاوس في نورث لانركشاير. بدأ العمل منذ أن كان في السابعة من عمره، ومنذ أن أصبح في سنّ العاشرة، عمل في مناجم الفحم في ساوث لانركشاير. كان لدى هاردي خلفية معرفية في العظات الدينية، وأصبح متحدثًا شعبيًا ماهرًا، واختُير ممثلًا لزملائه عمال المناجم. في عام 1879، انتُخب هاردي رئيس اتحاد عمال المناجم في هاملتون، ونظّم المؤتمر الوطني لعمال المناجم في دنفرملين. ولاحقًا، قاد هاردي إضرابات عمال المناجم في لانركشاير (1880) وآيرشاير (1881). لجأ هاردي إلى الصحافة ليحصل على المال، ومنذ عام 1886، عمل بدوام كامل في تنظيم الاتحاد بصفته الأمين العام لاتحاد عمال مناجم آيرشاير.
دعم هاردي في البداية ويليام غولدستون من الحزب الليبرالي، لكنه توصل لاحقًا إلى فكرة مفادها أن الطبقة العاملة بحاجة إلى حزبها الخاص. دخل هاردي البرلمان في البداية عام 1888 بشكل مستقل، ولاحقًا في ذاك العام، قدم الدعم لحزب العمال الإسكتلندي. حاز هاردي على مقعد ويست هام ساوث الإنجليزية بصفته مرشحًا مستقلًا عام 1892، وساهم في تأسيس حزب العمال المستقل في العام التالي. خسر هاردي مقعده عام 1895، لكن أُعيد انتخابه في البرلمان عام 1900 عن دائرة مرثر تيدفيل الانتخابية في جنوب ويلز. في العام ذاته، ساهم هاردي في تأسيس لجنة التمثيل العمالي ذات الأساس الاتحادي، وأُعيدت تسميتها لاحقًا لتصبح حزب العمال.
عقب انتخابات 1906، اختُير هاردي أول زعيم برلماني لحزب العمال. استقال هاردي من منصبه عام 1908 وحل آرثر هندرسون مكانه، بينما أمضى هاردي السنوات الأخيرة الباقية من حياته في تنظيم حملات للدفاع عن عدد من القضايا، مثل حق المرأة في الاقتراع والحكم الذاتي للهند ومعارضة الحرب العالمية الأولى. توفي هاردي عام 1915 بينما كان يسعى إلى تنظيم إضراب عام سلمي. يُعد هاردي شخصية رئيسة في تاريخ حزب العمال، وأصبح موضوعًا لعدد من كتّاب السير. أطلق عليه كينيث أو. مورغان لقب «رائد حزب العمال الأكبر وأعظم أبطاله».

## النشأة
وُلد جيمس كير هاردي في 15 أغسطس عام 1856 في منزل ريفي مؤلف من غرفتين، يقع أقصى غرب نيوهاوس، في نورث لانركشاير قرب هولي تاون، وهي بلدة صغيرة قريبة من موذرويل في اسكتلندا. كانت والدته ماري كير خادمة منزلية، بينما كان زوجها ديفيد هاردي نجار سفن. لم يكن لهاردي أي اتصال مع والده الحقيقي الذي عمل في المناجم، واسمه ويليام أيتكن من لانركشاير. انتقلت عائلة هاردي بعد فترة قصيرة إلى بلدة غوفان ذات الاستقلال الذاتي قرب غلاسكو، واستطاعت العائلة العيش في ظروف اقتصادية صعبة جدًا، فحاول الوالد الحصول على عمل دائم في صناعة السفن بدلًا من امتهان التجارة البحرية، ولم تكن تلك مهنة سهلة نظرًا إلى مواسم الازدهار والإفلاس المتتالية التي تتسم بها الصناعة.
حصل هاردي على فرصة العمل الأولى عندما كان في السابعة من عمره، فعمل ساعيًا لدى شركة أنكور لاين ستيمشيب. وهكذا، أصبح التعلّم الرسمي في المدرسة أمرًا مستحيلًا، لكن والديه تمكنا من تعليمه القراءة والكتابة أثناء فترات المساء، وتلك مهارتان أثبتتا أهميتهما في عملية التعليم الذاتي مستقبلًا.

## روابط خارجية
- كير هاردي على موقع الموسوعة البريطانية (الإنجليزية)
- كير هاردي على موقع إن إن دي بي (الإنجليزية)